# Das Glück in der Mansarde
Im siebenten Himmel (Das Glück in der Mansarde) (Originaltitel: Seventh Heaven) ist ein US-amerikanisches Filmdrama des Regisseurs Frank Borzage aus dem Jahr 1927. Das Drehbuch des Stummfilms basiert auf einem Theaterstück von Austin Strong.

## Handlung
Chico arbeitet in der Kanalisation von Paris. Er träumt davon, zum Straßenfeger aufzusteigen, und zündet dafür in der Kirche Kerzen an. Außerdem erbittet er sich eine blonde Frau als Lebensgefährtin. Doch seine Wünsche werden nicht erfüllt, was ihn verbittert.
Eines Tages rettet Chico die junge Prostituierte Diane, die unter ihrer skrupellosen Schwester Nana leidet. Die Polizei will die trotz ihres Berufes unschuldige und ehrenhafte Prostituierte verhaften, doch Chico bewahrt sie davor, indem er sich als ihr Ehemann ausgibt. Nun müssen die beiden die Fassade aufrechterhalten und als Ehepartner agieren. Chico erlaubt Diane also, zu ihm in seine Mansarde zu ziehen. Tatsächlich finden die beiden zueinander. Doch als der Krieg ausbricht, wird Chico einberufen. Diane übersteht den Krieg als Arbeiterin in einer Munitionsfabrik. Auch als sie die Nachricht von Chicos Tod erreicht, macht sie weiter. Doch Chico ist nicht tot. Er kehrt verwundet und erblindet von den Kämpfen heim zu Diane.

## Hintergrund
Die Uraufführung fand am 6. Mai 1927 in Los Angeles statt. In Deutschland kam der Film noch im gleichen Jahr in die Kinos. Er wurde unter dem Titel Im siebenten Himmel (Das Glück in der Mansarde) aufgeführt, in Österreich mit dem Untertitel Pariser Unterwelt. Der Film war für das Produktionsstudio 20th Century Fox ein voller Erfolg. Bei einem Budget von ca. 1,3 Millionen US-Dollar spielte er allein 1927 über 2,5 Millionen ein, was den Film auf Platz 13 der erfolgreichsten Stummfilme bringt.
Janet Gaynor war die erste Gewinnerin eines Oscars als beste Darstellerin. Sie und Charles Farrell standen noch weitere elf Mal zusammen vor der Kamera.
Das dem Film zugrunde liegende Theaterstück von Austin Strong wurde am 30. Oktober 1922 uraufgeführt. Es folgten 704 weitere Vorstellungen. Henry King drehte 1937 ein Remake (Im siebenten Himmel) mit Simone Simon und James Stewart in den Hauptrollen.
Die Illustrationsmusik zu dem Film komponierten William P. Perry und R. H. Bassett. Den Titelsong Diane (nach dem Namen der Hauptdarstellerin im Film) schrieb der aus Ungarn stammende Kapellmeister Ernö Rapée, den englischen Text I’m in Heaven When I See Your Smile dichtete dazu der Liedtexter Lew Pollack. Die Kapelle The Troubadours erzielte 1927 damit auf Victor einen Hit. In Deutschland spielte Efim Schachmeister mit seinem Orchester den Valse Boston unter dem Titel Diane, dein himmlisches Lächeln auf der Grammophonplatte.

## Kritiken
Die Variety bezeichnete den Film als eine große, romantische und ergreifende Geschichte. Mordaunt Hall von der New York Times lobte die gut gespielten Charaktere des Films. Besonders Janet Gaynor wirke authentisch und natürlich. Auch Channel 4 bewertete den Film positiv. Die Geschichte werde mit großer Fertigkeit und aufrichtiger Würdigung erzählt.

## Auszeichnungen
Bei der ersten Oscarverleihung 1929 gewann der Film drei Oscars in den Kategorien Beste Regie für ein Drama, Beste Hauptdarstellerin und Bestes Drehbuch. Zwei weitere Nominierungen erfolgten in den Kategorien Bester Film und Bestes Szenenbild (Harry Oliver). Als bester fremdsprachiger Film wurde er 1928 mit dem Kinema-Jumpō-Preis ausgezeichnet. Auch der Photoplay Award konnte gewonnen werden.
1995 erfolgte die Aufnahme in das National Film Registry.